# Стопфорд, Роберт
Сэр Роберт Стопфорд (5 февраля 1768 — 25 июня 1847) — адмирал Британского Королевского флота, карьера которого охватила более чем 60 лет, от первой войны с революционной Францией до Сирийской кампании, кавалер Ордена Бани и Ордена Св. Михаила и Св. Георгия.

## Биография
Третий сын Джеймса Стопфорда, 2-го графа Куртаун, и его жены Мэри (урождённой Повис). Произведён в лейтенанты в 1785 году. Повышен до капитана в возрасте 22 лет и участвовал в сражении Славного первого июня 1794 года, командуя фрегатом «Аквилон».
Достопочтенный Роберт Стопфорд был произведён в чин полковника морской пехоты 9 ноября 1805 года и получил Морскую золотую медаль за сражение при Сан-Доминго в 1806 году, в котором участвовал, командуя линейным кораблём «Спенсер». Принимал участие в экспедициях в Рио и Копенгаген 1806—1807 годах, атаковал Рошфор в 1808 году, был главнокомандующим в сражении у мыса Доброй Надежды в 1808 году и во время блокады Явы в 1811 году. После окончания наполеоновских войн, 2 января 1815 года достопочтенный Роберт Стопфорд был награждён командорским крестом ордена Бани.

В более чем семидесятилетнем возрасте командовал средиземноморским флотом во время Сирийской войны против сил Мехмета-Али. В чине адмирала, находясь на борту линейного корабля «Принцесса Шарлотта», а затем линейного корабля «Феникс», командовал объединённым британско-турецко-австрийским флотом во время бомбардировки Акры 3 ноября 1840 года. 16 ноября награждён русским орденом Святого Георгия 2-го класса
За военные подвиги, оказанные для пользы союза России с Турецким Султаном.
В следующем году, в чине адмирала, возглавил Королевский военно-морской госпиталь в Гринвиче. Был женат на Мэри, дочери Роберта Фэншоу, с 1809. Их старший сын Роберт Фэншоу Стопфорд (1811—1891) также дослужился до чина адмирала, их второй сын Джеймс Джон Стопфорд (1817—1868) стал вице-адмиралом. Роберт Стопфорд скончался 25 июня 1847 года, в возрасте 79 лет. Супруга пережила его почти на двадцать лет и умерла в июне 1866 года.

## Воинские звания
- Контр-адмирал (28 апреля 1808 года)

- Вице-адмирал (12 августа 1812 года)

- Полный адмирал (27 мая 1825 года)

## Почётные должности
- Контр-адмирал Соединенного королевства Великобритании и Ирландии[4] (апрель 1834 — 5 мая 1847)[5]
- Вице-адмирал Соединенного королевства Великобритании и Ирландии[4] (5 мая 1847 — 25 июня 1847)[6]